# Église russe de Stuttgart
L'église Saint-Nicolas est une église orthodoxe située dans le quartier de Relenberg à Stuttgart construite en 1895 selon les plans de l'architecte Ludwig Eisenlohr. 

## Histoire
La duchesse Eugène de Wurtemberg, née Vera Constantinovna de Russie et nièce de l'empereur Alexandre II et de la reine du Wurtemberg (née Olga Nikolaïevna de Russie), en fut la fondatrice et la donatrice principale.
L'église fut sévèrement endommagée par des bombardements britanniques en 1944 et restaurée ensuite.
Elle est sous la juridiction de l'Église orthodoxe russe hors frontières qui a retrouvé l'unité canonique avec l'Église orthodoxe de Russie, le 17 mai 2007.

## Patrimoine
L'église est inscrite en tant que monument historique (Kulturdenkmal).